# Echovenator sandersi
L'ecovenator (Echovenator sandersi) è un cetaceo estinto, appartenente agli odontoceti. Visse nell'Oligocene medio-superiore (circa 27-24 milioni di anni fa) e i suoi resti fossili sono stati ritrovati in Nordamerica (Carolina del Sud). È considerato fondamentale per comprendere l'evoluzione dell'ecolocalizzazione nei cetacei.

## Descrizione
Di piccole dimensioni, questo cetaceo non doveva superare la lunghezza di un metro e mezzo. Il cranio di Echovenator era dotato di un rostro allungato con piccoli denti triangolari e dentellati nella parte posteriore delle fauci; i denti anteriori erano invece aguzzi e conici. L'aspetto generale doveva essere vagamente simile a quello di un delfino di fiume (gen. Platanista), con un cranio meno allungato e più primitivo. Come tutti i suoi stretti parenti (gli xenorofidi), Echovenator possedeva una premascella che si allungava al di sotto del processo ascendente della mascella, una finestra frontale che esponeva la mascella e la premascella, e una tuberosità allungata del periotico. Al contrario di ogni altro xenorofide noto, tuttavia, Echovenator possedeva suture fuse o quasi del tutto fuse tra ossa frontali e nasali e tra mascella e premascella; era inoltre presente una fossa paranasale.
Echovenator è notevole perché lo studio del suo orecchio interno ha permesso di stabilire che le strutture deputate alla percezione di suoni ad alta frequenza erano già sviluppate, e solo alcune caratteristiche richiamano i cetacei primitivi (archeoceti).

## Classificazione
Echovenator sandersi è stato descritto per la prima volta nel 2016, sulla base di un cranio fossile con mandibola e atlante, ritrovato nella formazione Chandler Bridge nella contea di Berkeley in Carolina del Sud, risalente a 27-24 milioni di anni fa. Echovenator fa parte degli xenorofidi, ritenuti la più basale radiazione evolutiva degli odontoceti. In particolare, sembra che tra i più stretti parenti di Echovenator vi fosse Cotylocara.

## Importanza dei fossili
Echovenator sembrerebbe essere stato uno dei primi cetacei ad affidarsi all'ecolocalizzazione per la ricerca del cibo. Lo studio del 2016 indica che un certo grado di udito ad alta frequenza doveva essersi evoluto già prima dell'ecolocalizzazione, e poi divenne ancora più specializzato nei moderni odontoceti. È quindi probabile che anche i cetacei arcaici (archeoceti) avessero già sviluppato questo tipo di udito. Le balene, che non usano ecolocalizzazione e sono specializzate per sentire i suoni a bassa frequenza, hanno perso alcune di queste specializzazioni iniziali che permettevano di sentire i suoni ad alta frequenza (Churchill et al., 2016).